# Спартак (Дніпропетровськ)
«Спартак» (Дніпропетровськ) — колишній український радянський футбольний клуб, що базувався у Дніпропетровську.

## Історія
Футбольна команда «Спартак» була заснована у місті Дніпропетровську у 1930-х роках. Виграла чемпіонат УРСР серед КФК 1937 року.
У 1937 році команда змагалася у Кубку СРСР, дійшовши до стадії 1/16 фіналу. Наступного року «Спартак» також виступав на цьому турнірі, цього разу вилетівши на стадії 1/32 фіналу.
У 1946 році дебютував у Третій групі центральної зони України чемпіонату СРСР, у якій він посів 3 місце.
Надалі виступав виключно у чемпіонаті та Кубку Дніпропетровської області.

## Досягнення
- Чемпіон УРСР: 1937